# Yara
Yara International är en norsk industrikoncern med tillverkning av gödselmedel.

## Historik

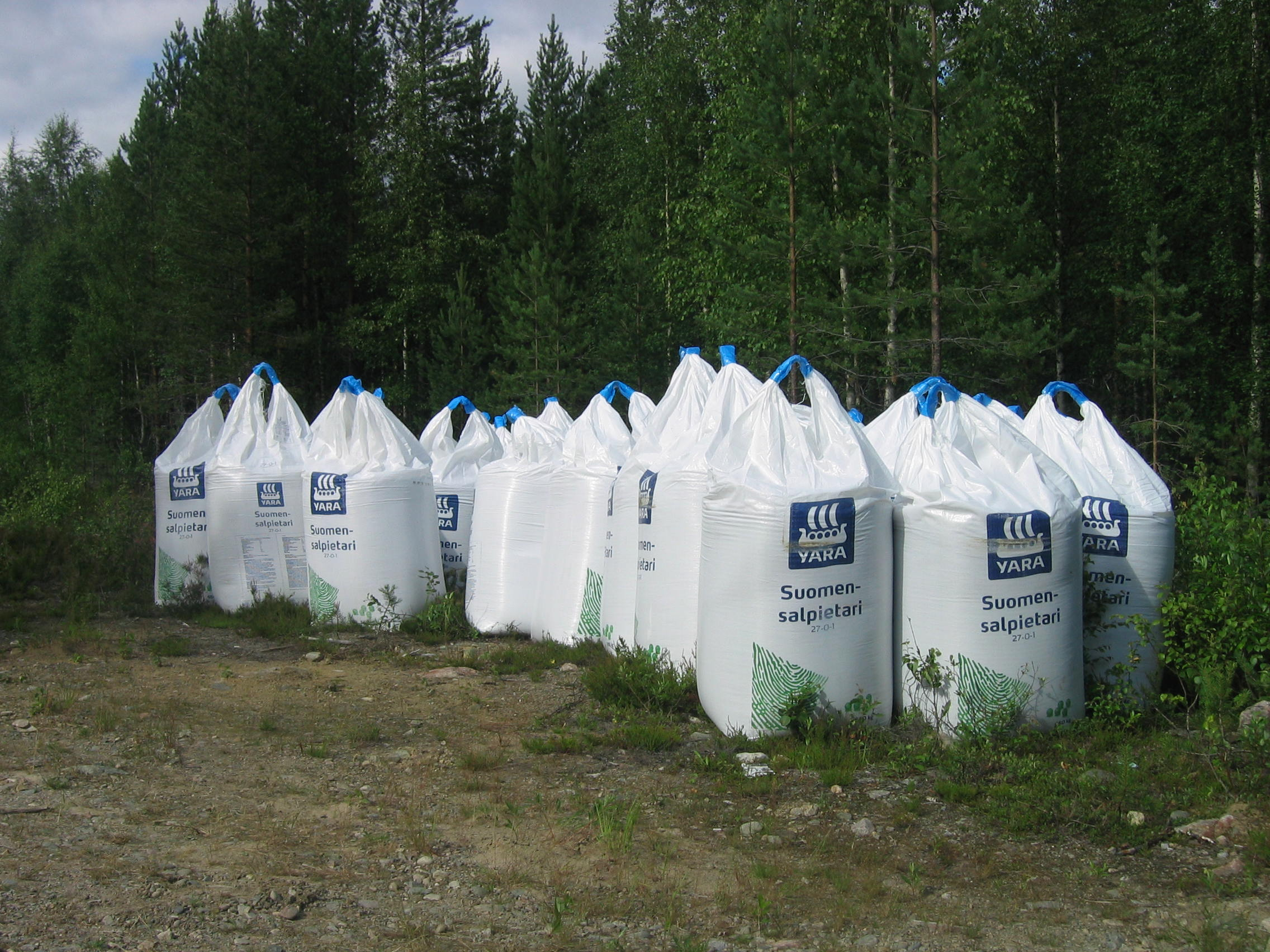
Konstgösel i skogbruk i Finland, 2008

Världens första kvävehaltiga konstgödsel, norgesalpeter (kalsiumnitrat), producerades i en försöksanläggning i Notodden. baserad på Birkeland-Eyde-processen. Detta ledde till grundläggandet av Norsk Hydro. År 2004 avskildes Norsk Hydros konstgödseldivision, Hydro Agri, namnändrades till Yara och börsnoterades. 
Yaras föregångare Norsk Hydro övertog 1981 75% av aktierna i AB Supra, tidigare AB Förenade Superfosfatfabriker, med produktion i bland annat Landskrona och Köping.
År 2007 köpte Yara en tredjedel av gödselmedelsdelen av finländska Kemira.

## Namn och logotyp
Namnet Yara uppges vara en avledning av namnet "Jardar", som anspela på jordbruk och god skörd-,
Yara använder en blåfärgad variant på den logotyp med ett stiliserat vikingaskepp, som Norsk Hydro tidigare använde.

## Fabriker i urval[2]
- Herøya, Porsgrunn i Norge
- Köping, Sverige (tidigare Supra)
- Glomfjord, Meløy kommun i Nordland fylke i Norge
- Siilinjärvi, Finland (tidigare Kemira, bland annat fosforsyra)
- Nystad, Finland (tidigare Kemira, tre salpetersyrafabriker samt två gödselfabriker som producerar salpetersyra och mineralgödsel  Det finns en egen djuphamn)
- Poppendorf, tolv kilometer öster om Rostock, Tyskland
- Sluiskil, provinsen Zeeland i Nederländerna
- Brunsbüttel, Tyskland
- Le Havre, Frankrike
- Kopparverksområdet i Helsingborg